# Spielsand

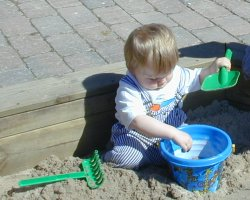
Kind im Spielsand

Als Spielsand wird eine spezielle Variante eines Sandes bezeichnet, der insbesondere für die Verfüllung von Sandkästen in besonderem Maße als geeignet ist beziehungsweise (als Verkaufsartikel dem Kunden gegenüber) als geeignet erscheinen soll.
Spielsand hat genauso wie normaler Sand eine Korngröße von 0,063–2 mm.
Spielsand wird in der Regel in transportablen Säcken in Gewichtsgrößen von 10 bis 25 kg angeboten. Durch eine geschickt gewählte Verkaufsstrategie (beispielsweise durch den Verkauf von als Spielsand deklariertem Sand in Spielzeugfachgeschäften und in ansprechender Verpackung) wird in der Regel ein höherer Verkaufspreis erzielt, als dies bei normalem Sand (beispielsweise im Baugewerbe zur Herstellung von Zement) möglich wäre. Durch diesen Umstand ist es möglich, dass als Spielsand deklarierter Sand durchaus auch weite Strecken vom Erzeuger zum Kunden zurücklegt.

## Eigenschaften
Spielsand hat aufgrund seiner relativ kleinen Korngröße von 0–2 mm in feuchtem Zustand eine relativ hohe Adhäsionskraft, wodurch es möglich ist, Formen zu gestalten. Die negative Eigenschaft der kleinen Korngröße kommt in der geringen Falldämpfung zum Ausdruck. Spielsand ist beispielsweise nicht dazu geeignet, unter Schaukeln ausgebracht zu werden, um einen Fall abzudämpfen. In dieser Hinsicht unterscheidet er sich vom Fallschutzsand, der mit einer Korngröße bis 8 mm zwar kaum Adhäsionskraft besitzt, dafür jedoch eine erhöhte Falldämpfung bietet.

## Gesetzliche Regelungen
Es ist in Deutschland nicht eindeutig gesetzlich geregelt, dass zum Verfüllen von Sandkästen als Spielsand deklarierter Sand verwendet werden muss. Auch eventuelle gesetzlich festgeschriebene Vorlagen beispielsweise eines festen Austauschintervalles gibt es nicht. Jedoch empfiehlt beispielsweise die Stadt Hamburg einen Austauschintervall zwischen 12 und 24 Monaten. Des Weiteren wird empfohlen, den Spielsand von Hunden und Katzen (bzw. deren Ausscheidungen) frei zu halten und den Sand regelmäßig durchzuharken. Ähnliche Empfehlungen sprechen auch andere Bundesländer aus.